# Rural Retreat
Rural Retreat est une municipalité américaine située dans le comté de Wythe en Virginie. Selon le recensement de 2010, Rural Retreat compte 1 483 habitants.

## Géographie
Rural Retreat se trouve dans le sud-ouest de la Virginie, à l'ouest de Wytheville. Elle est desservie par l'U.S. Route 11.
La municipalité s'étend sur 2,29 milles carrés (5,93 km2).

## Histoire
La localité de Mt. Airy est fondée par des colons allemands à la fin du XVIIIe siècle. En 1856, le East Tennessee, Virginia and Georgia Railway (en) atteint la région : le bourg se déplace à son emplacement actuel, près du chemin de fer, et prend le nom de Rural Retreat pour éviter toute confusion avec Mount Airy en Caroline du Nord. Rural Retreat devient une municipalité le 24 juillet 1911.
La gare de Rural Retreat, construite peu après la guerre de Sécession, est inscrite au Registre national des lieux historiques depuis 2014.

## Démographie
Selon l'American Community Survey de 2018, la population de Rural Retreat est presque exclusivement blanche (à plus de 99 %). Si le revenu médian par foyer y est inférieur à celui de Virginie ou des États-Unis (50 282 dollars contre 71 564 et 60 293 dollars), Rural Retreat connaît un taux de pauvreté plus faible (7,8 % contre 10,7 % et 11,8 %),.